# 바오둔 문화

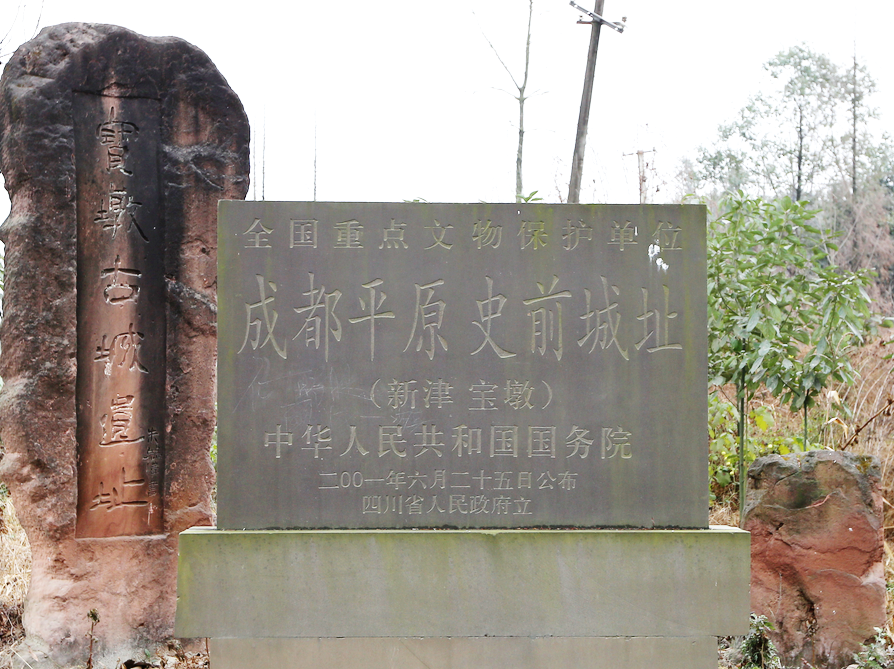

바오둔 문화(중국어 간체자: 宝墩文化, 정체자: 寶墩文化, 병음: Bǎodūn  wénhuà Baodun culture[*], 기원 전 2500년경-기원 전 1750년경)는 중국 장강 상류의 쓰촨성 청두 평원에서 번창한 신석기 시대의 문화이다.

## 개요
쓰촨성에서 발견된 가장 오래된 문화 중의 하나이며, 같은 쓰촨성에서 발견된 신석기 시대의 잉판산 문화(営盤山文化, 기원 전 3100년경?)의 영향을 받은 것으로 보인다. 또 청동기 시대의 삼성퇴 유적에 영향을 미쳤다고 추측된다. 삼성퇴 유적의 제１기는 아마 바오둔 문화와 같은 시기인 것으로 보인다.
20 세기 전반기에 발견된 황하 유역의 신석기 시대 유적이나 장강 중하류 지역의 신석기 시대 유적과 비교하여 1990년대에 뒤늦게 발견된 이 문화에 의해 쓰촨 분지에도 신석기 시대 문화가 있었던 것이 간신히 밝혀졌다.
이 문화의 표식 유적이며 면적 60만m2의 최대의 유적이기도 한 바오둔 유적(용마고성, 龍馬古城)은 청두시 신진 현 룽마향(龍馬郷) 바오둔촌에서 발견되었다. 그 외의 유적으로는 두장옌 시의 망청 유적(芒城遺跡), 충저우 시의 솽허 유적(双河遺跡)과 지주 유적(紫竹遺跡), 피 현의 고성 유적(古城遺跡), 원장 구의 유푸 유적(魚鳧遺跡)이라고 하는 대규모 위벽취락 유적이 있으며, 민강 선상지, 청두 평원(충두 시역)에 집중되어 있다.
취락의 주위에는 작은 돌로 둘러싼 성벽 등이 있는 것이 이 문화의 특징 중 하나가 되고 있다. 또 줄무늬가 있는 화변도기(花辺陶), 존(尊), 항아리 등의 도기도 발견되고 있어 삼성퇴 유적에서 나오는 도기와 공통점이 보인다.

## 같이 보기
- 중국의 신석기 문화 목록
- 장강 문명
- 삼성퇴 유적